# Laizhou
Laizhou är en stad på häradsnivå i Yantais stad på prefekturnivå Shandong-provinsen i norrra Kina. Den ligger omkring 270 kilometer öster om provinshuvudstaden Jinan. 